# Hirohito
Hirohito (Japans: 裕仁), na zijn dood officieel Keizer Showa of de Showa-keizer (Japans: 昭和天皇 Shōwa tennō) genaamd, (Tokio, 29 april 1901 – Tokio, 7 januari 1989) was de 124e keizer van Japan volgens de traditionele volgorde. Hij regeerde van 25 december 1926 tot zijn dood in 1989. Hoewel hij buiten Japan beter bekendstaat bij zijn persoonlijke naam Hirohito, wordt hij in Japan nu uitsluitend genoemd bij zijn postume naam Keizer Showa. Het woord Showa is de naam van het tijdperk dat overeenkwam met de heerschappij van de keizer.
Aan het begin van zijn heerschappij was Japan al een van de grootmachten - de op acht na grootste economie in de wereld, de op twee na grootste zeemacht en een van de vijf permanente leden van de raad van de Volkenbond. Hij was het staatshoofd onder de beperking van de Meiji-grondwet tijdens de keizerlijke uitbreiding van Japan, militarisering en betrokkenheid bij de Tweede Wereldoorlog. Na de oorlog werd hij niet zoals anderen vervolgd voor oorlogsmisdaden. Tijdens de naoorlogse periode werd Hirohito een symbool van de nieuwe staat.

## Biografie

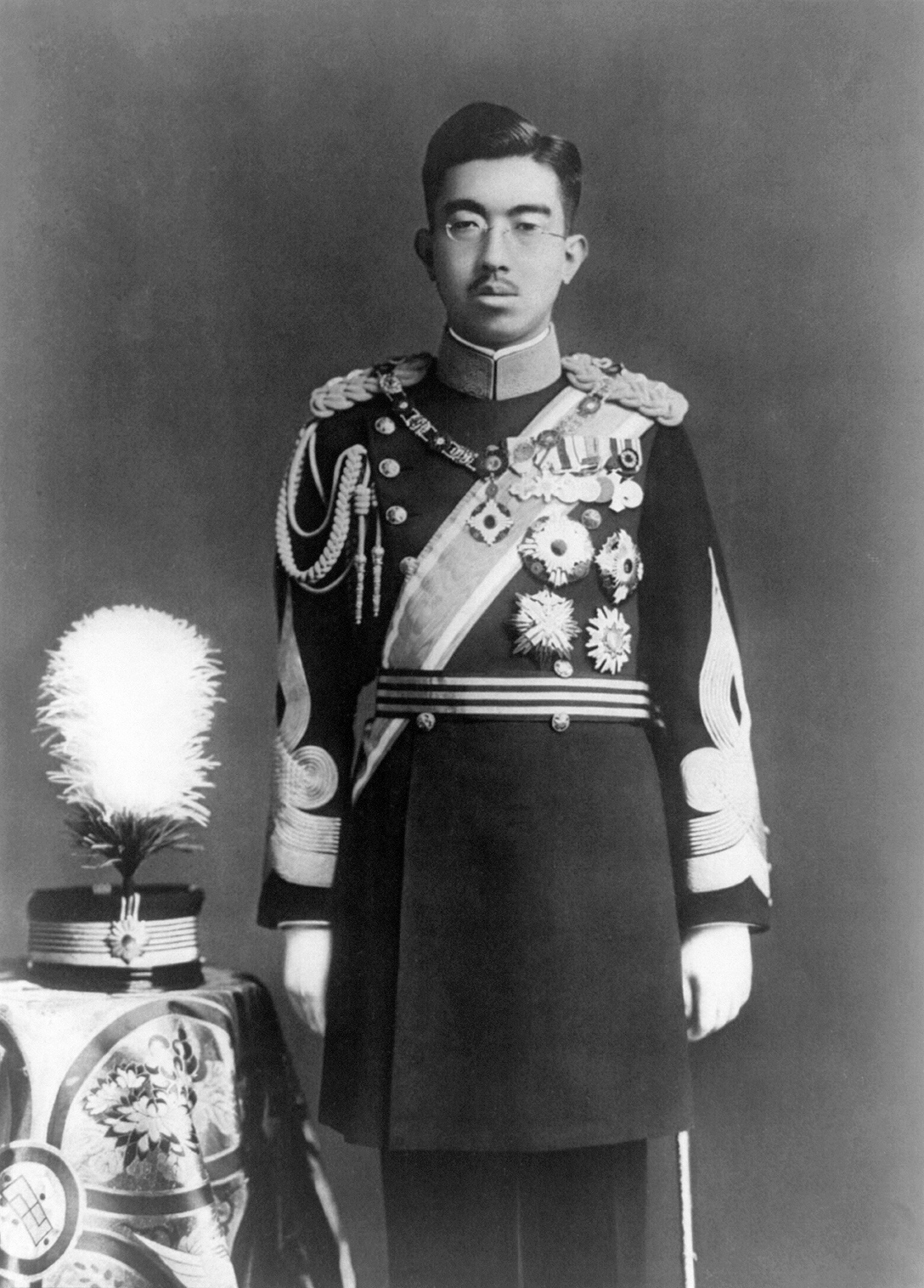
Hirohito in 1935

In de jaren twintig bezocht hij als prins West-Europa, en deed daarbij ook België en Nederland aan. Reeds vanaf 1921 regeerde hij in naam van zijn vader Yoshihito. Na diens dood in 1926 werd Hirohito keizer. Hij leidde formeel zijn land in de oorlogen tegen China en in de Stille Oceaan en onder zijn leiding bezetten Japanse troepen tijdens de Tweede Wereldoorlog grote delen van Zuidoost-Azië.
Formeel was het Japanse kabinet verantwoordelijk voor de agressieve Japanse oorlogspolitiek. Aan de andere kant is de keizer, meestal stilzwijgend, aanwezig geweest bij belangrijke discussies en beslissingen over zaken als oorlog en vrede. De keizer had ook een uitgebreid militair hoofdkwartier en liet zich op de hoogte houden van de oorlogsontwikkelingen.
Op 15 augustus 1945, kort na de Amerikaanse atoombomaanvallen op Hiroshima en Nagasaki en de oorlogsverklaring aan Japan door de Sovjet-Unie, kondigde Hirohito in een radiotoespraak aan het Japanse volk - de Gyokuon-hōsō - de Japanse overgave aan de geallieerden aan.
Tot en met de Tweede Wereldoorlog had Hirohito de status van goddelijke ikegami, Japans voor levende kami, een van de belangrijkste begrippen in het shintoïsme. In 1946 dwongen de Amerikanen hem in een radiotoespraak zijn goddelijke status te verwerpen. Van toen af was hij nog slechts het symbolisch hoofd van de Japanse staat en van de eenheid van de natie.
De keizer verloor door ingrijpen van de Amerikaanse bestuurder van Japan, generaal Douglas MacArthur, niet alleen al zijn bevoegdheden; hij verloor ook zijn enorme landerijen en domeinen. De weelderige leefstijl van het hof veranderde echter niet en de rol van de keizer en zijn broers in de oorlogen werd niet officieel onderzocht.
Hirohito was sinds 1929 ridder in de Orde van de Kousenband. In 1941 werd hij uit deze orde verwijderd. Het keizerlijke vaandel en zijn helm werden uit de kapel van Sint-Joris in Windsor Castle verwijderd. Na de Tweede Wereldoorlog, bij gelegenheid van het keizerlijke staatsbezoek aan het Verenigd Koninkrijk, werden deze versierselen weer teruggeplaatst. In 1971 werd Hirohito als lid hersteld.
In de eerste jaren na de Tweede Wereldoorlog deed het hof een paar halfslachtige pogingen om de voormalige God-Keizer met het Japanse volk in aanraking te brengen. Door Hirohito's wereldvreemdheid en verlegenheid werd dat geen succes en Hirohito trok zich terug uit het openbare leven. De buitenwereld zag voortaan slechts een keurig ogende, kleine, wuivende man in een stijf jacquet achter het raam van een limousine of op een ver en hoog balkon.
Hirohito hield zich graag bezig met het bestuderen van mariene biologie en schreef een aantal vakkundige en goed ontvangen artikelen over neteldieren.

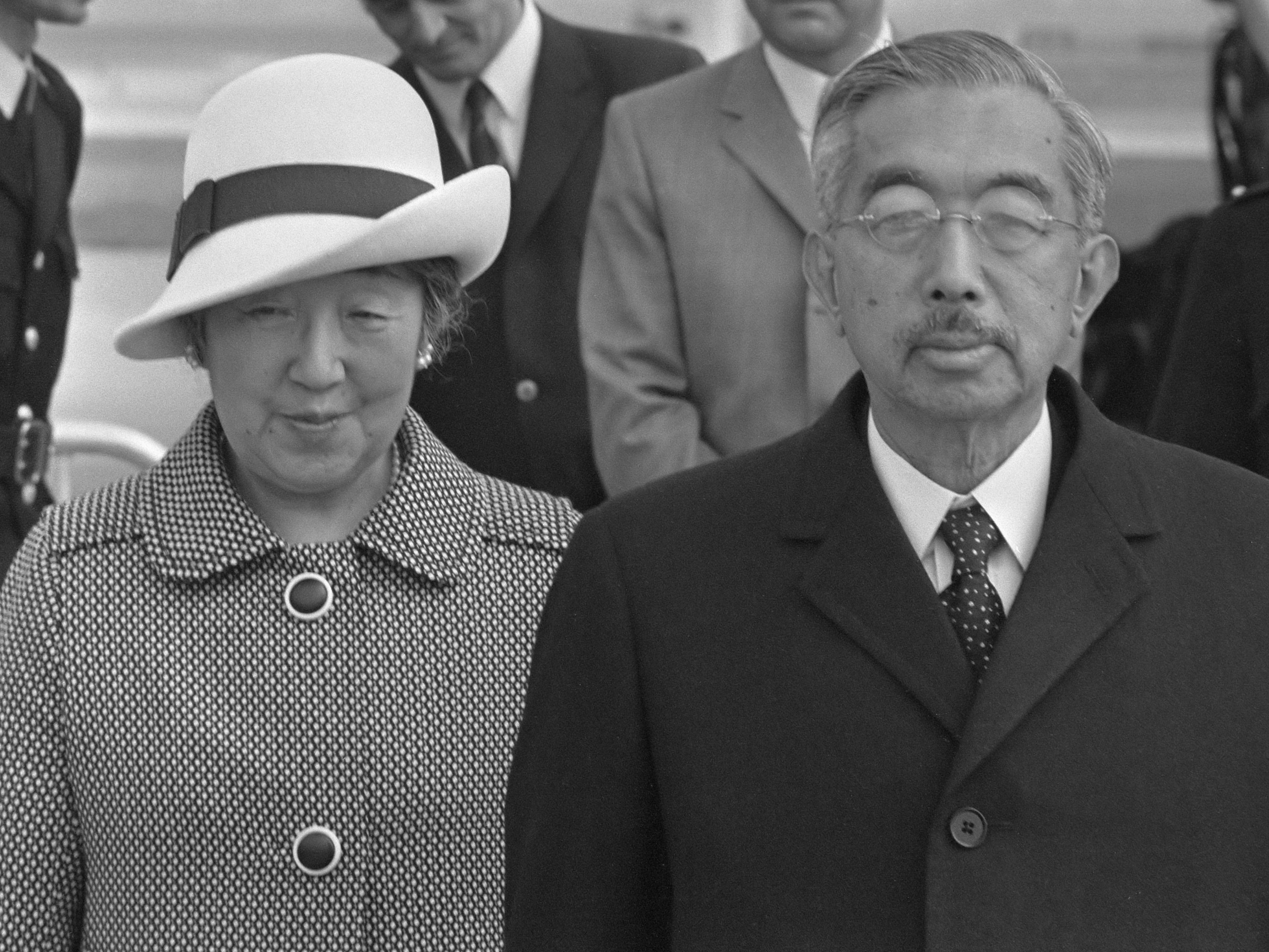
keizer Hirohito en keizerin Nagako in Nederland (1971)

Voor sommige Nederlanders is hij het symbool van de wrede Japanse onderdrukking (jappenkampen) in Nederlands-Indië. Zijn bezoek aan Nederland in 1971 ging gepaard met hevige protesten van onder andere Wim Kan. Voor anderen was Hirohito net, in de mate waarin hij dat kon, een tegenstander van oorlog en geweld. Hij zou zijn bevoegdheden hebben overschreden door zich uit te spreken tegen de bezetting van Mantsjoekwo (1931) en om zijn land aan het einde van de Tweede Wereldoorlog tot capitulatie te bewegen (1945). Aan het begin van de 21e eeuw ontkrachtte de Amerikaanse historicus Herbert Bix dit beeld. Hij toonde overtuigend aan dat Hirohito goed werd ingelicht, mee het beleid bepaalde, en directe orders gaf aan legerbevelhebbers en admiraals. Zijn steun bleek onontbeerlijk voor de militaire operaties in China en de oorlog in de Pacific.
Door nadien het verleden te betreuren zonder een schuldbekentenis uit te spreken, stond hij symbool voor de 'nationale verdringing'. De keizer sprak in redevoeringen bij zijn omstreden en door relletjes gemarkeerde staatsbezoeken aan het Verenigd Koninkrijk en Nederland op diplomatieke en in een typisch Japanse vormelijke stijl zijn spijt uit over de oorlog en wat daarin gebeurde.
In 1924 huwde Hirohito keizerin Kōjun (prinses Nagako van Kuni: 1903-2000), die de titel prinses kreeg, en met wie hij zeven kinderen kreeg. In 1933 werd hun oudste zoon en troonopvolger Akihito geboren. Na Hirohito's dood volgde deze hem op als keizer van Japan.